# Джордж Оуен
Джордж Оуен (англ. George Owen, нар. 2 грудня 1901, Гамільтон — пом. 4 березня 1986, Мілтон) — канадський хокеїст, що грав на позиції захисника.
Володар Кубка Стенлі.

## Ігрова кар'єра
Хокейну кар'єру розпочав 1918 року.
Усю професійну клубну ігрову кар'єру, що тривала 6 років, провів, захищаючи кольори команди «Бостон Брюїнс».
Загалом провів 204 матчі в НХЛ, включаючи 21 гру плей-оф Кубка Стенлі.

## Нагороди та досягнення
- Володар Кубка Стенлі в складі «Бостон Брюїнс» — 1929.

## Статистика
| Сезон        | Клуб                     | Ліга         | Регулярний сезон | Регулярний сезон | Регулярний сезон | Регулярний сезон | Регулярний сезон | Плей-оф | Плей-оф | Плей-оф | Плей-оф | Плей-оф |
| Сезон        | Клуб                     | Ліга         | І                | Г                | П                | О                | ШХ               | І       | Г       | П       | О       | ШХ      |
| ------------ | ------------------------ | ------------ | ---------------- | ---------------- | ---------------- | ---------------- | ---------------- | ------- | ------- | ------- | ------- | ------- |
| 1918–19      | Вища школа Ньютона       | High-MA      | —                | —                | —                | —                | —                | —       | —       | —       | —       | —       |
| 1919–20      | Гарвардський університет | Ліга плюща   | —                | —                | —                | —                | —                | —       | —       | —       | —       | —       |
| 1920–21      | Гарвардський університет | Ліга плюща   | 11               | 10               | 0                | 10               | —                | —       | —       | —       | —       | —       |
| 1921–22      | Гарвардський університет | Ліга плюща   | —                | —                | —                | —                | —                | —       | —       | —       | —       | —       |
| 1922–23      | Гарвардський університет | Ліга плюща   | —                | —                | —                | —                | —                | —       | —       | —       | —       | —       |
| 1923–24      | Boston A. A. Unicorns    | USAHA        | 12               | 10               | 0                | 10               | —                | —       | —       | —       | —       | —       |
| 1924–25      | Гарвардський університет | Ліга плюща   | —                | —                | —                | —                | —                | —       | —       | —       | —       | —       |
| 1925–26      | Boston A. A. Unicorns    | USAHA        | —                | —                | —                | —                | —                | 2       | 0       | 2       | 2       | —       |
| 1926–27      | Бостонський університет  | МБХЛ         | —                | —                | —                | —                | —                | —       | —       | —       | —       | —       |
| 1927–28      | Бостонський університет  | МБХЛ         | —                | —                | —                | —                | —                | —       | —       | —       | —       | —       |
| 1928–29      | «Бостон Брюїнс»          | НХЛ          | 27               | 5                | 4                | 9                | 48               | 5       | 0       | 0       | 0       | 0       |
| 1929–30      | «Бостон Брюїнс»          | НХЛ          | 42               | 9                | 4                | 13               | 31               | 6       | 0       | 2       | 2       | 6       |
| 1930–31      | «Бостон Брюїнс»          | НХЛ          | 38               | 12               | 13               | 25               | 33               | 5       | 2       | 3       | 5       | 13      |
| 1931–32      | «Бостон Брюїнс»          | НХЛ          | 42               | 12               | 10               | 22               | 29               | —       | —       | —       | —       | —       |
| 1932–33      | «Бостон Брюїнс»          | НХЛ          | 34               | 6                | 2                | 8                | 10               | 5       | 0       | 0       | 0       | 6       |
| Усього в НХЛ | Усього в НХЛ             | Усього в НХЛ | 183              | 44               | 33               | 77               | 151              | 21      | 2       | 5       | 7       | 25      |